# حرف سياد
حرف سياد هي قرية لبنانية من قرى قضاء الضنية في محافظة الشمال.
```
تقع حرف سياد في شمال لبنان.قضاء المنية –الضنية. تحيط ببلدة حرف سياد بلدات بطرماز شرقا"وبخعون غربا"وجنوبا", كما يفصلها بينها وبين بطرماز علئ طول الحدود الشرقية والشمالية الشرقية نهر البارد.تفتقر بلدة حرف سياد إلى الأراضي الحرجية حيث أن معظم الأراضي زراعية وسكنية. ترتفع عن سطح البحر675 م وعن عاصمة الشمال 30 كلم وعن مدينة بيروت عاصمة لبنان حوالي 120 كلم.
```

يتميز مناخ حرف سياد كونه مناخ متوسطي معتدل الحرارة صيفا«وشتئا». ويبلغ عدد السكان الاجمالي حوالي 1300 نسمة، يقيم فيها حوالي 1000 نسمة اما عدد المهاجرين فيبلغ 300 نسمة (أستراليا ودول الخليج).